# Ribeira das Onze
A Ribeira das Onze é um curso de água português, localizado na freguesia açoriana das Doze Ribeiras, concelho de Angra do Heroísmo, ilha Terceira, arquipélago dos Açores.
Este curso de água encontra-se geograficamente localizado na parte Oeste da ilha Terceira nas coordenadas geográficas de Latitude 38° 43.00' Norte e de Longitude 27° 22.00' Oeste.
Tem a sua origem a cerca de 800 metros de altitude, nos contrafortes do vulcão da Serra de Santa Bárbara, a maior formação geológica da ilha Terceira que se eleva a 1021 metros acima do nível do mar e faz parte de bacia hidrográfica gerada pela própria montanha.
Este curso de água precipita-se no Oceano Atlântico do cimo de uma falésia com mais de 100 metros.